# Ophthalmolycus chilensis
Ophthalmolycus chilensis es una especie de pez de la familia Zoarcidae en el orden de los perciformes.

## Morfología
Los machos pueden llegar a alcanzar los 27,1 cm de longitud total.

## Hábitat
Es un pez de mar y de aguas profundas que vive hasta los 1000 m de profundidad.

## Distribución geográfica
Se encuentra frente a las costas de Tocopilla (Chile ).

## Observaciones
Es inofensivo para los humanos. 